# チャールズ・ステュアート (第6代マリ伯爵)
第6代マリ伯爵チャールズ・ステュアート（英語: Charles Stuart, 6th Earl of Moray、1673年以前 – 1735年10月7日）は、スコットランド貴族。1685年から1701年までドゥーン卿の儀礼称号を使用した。

## 生涯
第5代マリ伯爵アレクサンダー・ステュアートとエミリア・バルフォア（Emilia Balfour、ウィリアム・バルフォアの娘）の次男として生まれた。
1681年9月23日、準男爵に叙された。
1701年11月1日に父が死去すると、マリ伯爵の爵位を継承した。
1735年10月7日に死去、息子を儲けなかったため弟フランシスがマリ伯爵の爵位を継承、準男爵位は断絶した。

## 家族
アン・キャンベル（1734年没、第9代アーガイル伯爵アーチボルド・キャンベルの娘）と結婚したが、2人の間に子供はいなかった。